# 포켓몬 카드 게임 Pocket
포켓몬 카드 게임 Pocket 또는 포켓몬 트레이딩 카드 게임 포켓(Pokémon Trading Card Game Pocket)은 크리처스와 DeNA가 개발하고 포켓몬이 출시한 포켓몬 카드 게임(TCG)의 부분 유료화 모바일 버전이다. 이 게임은 2024년 2월 27일 포켓몬 프레젠츠 프레젠테이션에서 공개되었으며 2024년 10월 30일 iOS 및 안드로이드 기기 모두에서 공식 출시되었다. 포켓몬 카드 게임 Pocket은 전통적인 TCG를 모바일에 적용한 버전으로 플레이어가 카드를 수집하고, 덱을 만들고, 다른 플레이어와 전투에 참여할 수 있도록 해준다. 이 게임은 오리지널 TCG의 핵심 메커니즘을 유지하면서 일일 보상, 애니메이션 카드 등 모바일 게임플레이용으로 설계된 기능을 통합한다.
2024년 12월 12일 기준, 포켓몬 카드 게임 Pocket은 다운로드 수 6천만 건을 돌파했다. 이 게임은 더 게임 어워즈 2024에서 "최고의 모바일 게임" 후보에 올랐다. 출시 이후 하루 약 300만 달러의 수익을 창출했다. 일본은 출시 4일 만에 전체 수익의 45%를 차지했고, 미국은 게임 앱 스토어 매출의 25%를 차지하며 두 번째로 큰 시장을 차지했다. 출시 한 달도 안 되어 총 수익이 1억 2,080만 달러에 달했다.